# 楊昊
楊 昊（よう こう、Yang Hao, 1980年3月21日 - ）は、中華人民共和国の女子バレーボール選手。遼寧省大連市出身。

## 来歴
1994年、14歳の時に遼寧省チームに入る。その後1997年には中国ジュニア代表に選抜される。2001年に中国代表に初選出され、同年のワールドグランドチャンピオンズカップで優勝し、MVPを獲得した。2003年のワールドカップ、2004年のアテネオリンピックでは持ち味のスピードと男子並みのパワーで大活躍し、20年ぶりの中国の金メダル獲得に貢献した。
2008年の北京オリンピックで銅メダルを獲得後、代表を引退した。2008-2009シーズンはイタリア・セリエAのシリオ・ペルージャに移籍した。
2010年に現役を引退した。

## 球歴
- オリンピック - 2004年（金メダル）、2008年（銅メダル）
- 世界選手権 - 2002年（4位）、2006年（5位）
- ワールドカップ - 2003年（金メダル）
- ワールドグランドチャンピオンズカップ - 2001年（優勝）、2005年（3位）
- ワールドグランプリ - 2003年（優勝）、2001年、2002年、2007年（準優勝）、2005年（3位）
- アジア選手権 - 2001年、2003年、2005年（優勝）、2007年（準優勝）
- アジア競技大会 - 2002年、2006年（優勝）

## 所属クラブ
- 遼寧省女子バレーボールチーム （1994-2008年）
- シリオ・ペルージャ （2008-2009年）
- 広東恒大（2009-2010年）